# Ruben Yttergård Jenssen
Ruben Yttergård Jenssen (Tromsø, 1988. május 4. –) norvég válogatott labdarúgó, a Tromsø középpályása és csapatkapitánya. 
Édesapja a korábbi labdarúgó, Truls Jenssen.

## A kezdetek
Tromsøben született, az Fløyában kezdte pályafutását. Az 1997-es szezon közben családjával Sogn og Fjordanébe költözött, mert édesapja, Truls Jenssen a Sogndal IL vezetőedzője lett, a kilencéves Ruben az utánpótlás tagja lett.
Jenssen édesanyja, Ann-Torild, aki korábban a Tromsø Basketballklubb-ban (2014-ben Tromsø Storm) játszott, nem akarta, hogy fia labdarúgó legyen, inkább a gimnasztika és a kosárlabda felé terelgette. Miután egy évet kosarazott, 13 évesen elmondta édesanyjának, hogy nem szeretné tovább ezt a sportot űzni.

## Klubcsapatokban
A 2006-os szezon előtt került a Tromsø utánpótlásából az első csapathoz. 2006 áprilisában négy évre szóló szerződést kötött a klubbal, Steinar Nilsen sportigazgató szerint a csapat valaha volt egyik legtehetségesebb labdarúgójaként említhető. A Tromsø vezetőedzője, Ivar Morten Normark szerint Jenssen és más észak-norvég labdarúgók szerződtetése jobb a vezetőségnek, mintha leigazolnák Ronaldinhót.
Jenssen juniorként középső középpályást játszott, de 2006-ban ismét balszélsőként kellett helytállnia. 2006. április 9-én mutatkozott be, ez a 2006-os Tippeligaen első meccse volt a Molde ellen. Habár az első meccsen kezdett, a szezonban nem számított alapembernek a kiesés ellen küzdő csapatban. Mindössze 4 másik bajnokin és egy kupameccsen kapott bizalmat. Miután Ole Martin Årst a Standard Liègebe szerződött 2006-ban, a belga klub olyan opciót is kötött, hogy Jenssen ingyen a klubhoz kerülhet, 2006-ban szerződésajánlatot kapott a klub akadémiájáról. Jenssen elutasította az ajánlatot. 2007 júniusában a klub első csapata szerződtette volna, de Jenssen ezt az ajánlatot is elutasította. A 2007-es szezonban immár Steinar Nilsen irányította a csapatot, Jenssen 15 meccsen játszott, mindegyiket csereként.
Miután a 2008-as szezonban néhány meccsen kezdőként lépett pályára, meglőtte első gólját, a HamKam elleni 2008. július 20-i meccsen ez jelentette a különbséget a két csapat közt. Augusztusban is lőtt győztes gólt, ezúttal az Aalesund ellen, alapember lett, kivette részét a csapat bronzérméből.
Miután Steinar Nilsen a Brannhoz szerződött, Per-Mathias Høgmo lett az új vezetőedző, a 2009-es szezonban Jenssen csapata legfogalkoztatottabb játékosa lett, mind a 30 meccsen játszott. A szezonban szélső helyett már középső középpályásként szerepelt.
Jenssen a 2011-es szezon legtöbb meccsén is játszott, de 89 sorozatban megvívott tromsøi meccs után három sárga lap miatt kihagyta az augusztus 30-i Viking elleni találkozót. 2011. augusztus 21-én három év után talált be ismét bajnoki meccsen, 3–1-re verték a Fredrikstadot. Első gólját mindössze 2 perc elteltével lőtte. A 2012-es szezonban minden meccsen játszott egészen novemberig, amikor sérülés miatt nem játszhatott a Sandnes Ulf ellen. Ez volt az első alkalom, amikor sérülés miatt nem játszhatott 2008-as kezdővé válása óta. A Tromsø csapatkapitánya, Miika Koppinen padozott a 2012-es norvég labdarúgókupa-döntőn, a klub harmadik kupadöntőjében Jenssen volt a csapatkapitány.
2013. június 4-én három évre szóló szerződést kötött a német másodosztályú 1. FC Kaiserslauternnel.

## Válogatottban
Jenssen először U16-os szinten képviselte Norvégiát, hamarosan az ifjúsági válogatottak alapembere lett. Az U16-ostól az U19-ig 21 meccsen 2 gólt lőtt, 2009-ben a norvég U21-es labdarúgó-válogatott csapatkapitánya lett. Itt összesen 13 meccsen játszott.
2010 májusában Jenssen és Jonathan Parr először került be a norvég labdarúgó-válogatottba, helyettesítendő a házasuló Bjørn Helge Riiset és az esküvőre meghívott John Arne Riiset. Montenegró ellen kezdett, 57 percet játszott. Parr és Jenssen eredetileg a Montenegró-meccs után az U21-es válogatottal játszottak volna Finnország hasonló válogatottja ellen, de sérülés miatt visszatértek klubjaikhoz. Jenssen alapember volt Egil Olsen válogatottjában, mióta 2012. szeptember 11-én kezdett a Szlovénia elleni világbajnoki selejtezőn. Jenssen elnyerte a Norvég Labdarúgó-szövetség Aranyóra-díját 25. válogatottsága után, ő lett a 8. észak-norvég labdarúgó, aki megkapta az elismerést.

## Magánélete
Jenssen labdarúgócsaládból származik; édesapja, Truls a Tromsøben játszott, edzette a Sogndalt, a Tromsdalent és a Tromsøt. Bátyja, Markus a Tromsøvel norvég ifjúsági labdarúgókupa-győztes, öccse, Ulrik a norvég korosztályos válogatottak alapembere, 2013-ban szerződött a Lyonba.
Jenssen nyolc év után, 2012 decemberében vette el barátnőjét, Maria Evertsen Berget. Násznagya Christer Johnsgård volt, a Tromsdalen-játékos az NRK-nál dolgozik.

## Játékstílusa
Középső középpályásként legnagyobb tehetsége a passzolási képessége. Meglátásai és kombinatív játékra törekvése erős ballábas játékossá teszik.

## Fordítás
Ez a szócikk részben vagy egészben  a   Ruben Yttergård Jenssen című angol Wikipédia-szócikk ezen változatának fordításán alapul.  Az eredeti cikk szerkesztőit annak laptörténete sorolja fel. Ez a jelzés csupán a megfogalmazás eredetét és a szerzői jogokat jelzi, nem szolgál a cikkben szereplő információk forrásmegjelöléseként.